# José Cadalso
José Cadalso y Vázquez de Andrade (Cadice, 8 ottobre 1741 – Gibilterra, 26 febbraio 1782) è stato uno scrittore e militare spagnolo, rappresentante dell'Illuminismo.

## Biografia
Appartenente ad una ricca famiglia di commercianti di Cadice, ricevette un'istruzione di prim'ordine a Parigi e poi Madrid, ed ebbe l'opportunità di viaggiare a lungo in Europa. Scegliendo la vita militare seguì il reggimento regale di cavalleria nei vari spostamenti e, addirittura, morì combattendo a Gibilterra, nella lotta per la liberazione del promontorio occupato dagli inglesi. 
La sua complessa personalità poetica ha indotto gli studiosi a classificarlo come poeta rococò, stoico e talvolta primo romantico spagnolo.
Nelle opere di Cadalso (Cartas marruecas, Noches lugubres, e due tragedie) grande attenzione va alla sua concentrazione sulla prosa epistolare.
Nelle Lettere marocchine (Cartas marruecas), uscito postumo nel 1789, tre corrispondenti si scambiano lettere sui costumi degli spagnoli moderni e antichi, ossia sulla condizione storica della Spagna all'epoca dei re Cattolici e a quella contemporanea a lui. 
Le lettere qui proposte si profilano come veri e propri saggi brevi sui più differenti argomenti.
Abbiamo qui tre protagonisti, lo spagnolo Nuno e due marocchini, uno giovane che viaggia in Spagna, l'altro anziano e saggio rimasto in patria. Nuno descrive all'altro giovane, curioso, il proprio paese, che l'altro raffronta con il proprio; il vecchio saggio vaglierà poi le due versioni per giungere ad una visione disinteressata d'insieme.
Se da Defensa de la nación española contro la carta persiana LXXVIII de Montesquie Cadalso aveva difeso la propria patria dagli attacchi dell'illustre pensatore francese che dipinse gli spagnoli come arroganti, indolenti e vanitosi, nella Cartas marruecas affiora un pessimismo diffuso, ed una visione negativa dell'uomo e della natura.
Ad alcune sfortunate circostanze poi, in particolare la morte prematura della donna amata, si deve l'opera incompleta Las noches lúgubres, per la data di scrittura, esiste una grande controversia perché è possibile che la scrittura del testo fosse finita nell'anno 1771, non molto tempo prima del Werther di Goethe, considerata la prima opera del Romanticismo. Questa opera di Cadalso è caratterizzata da una cupa atmosfera di desolazione e morte, costruita su un dialogo in un cimitero e nel chiuso di una cella tra pochi personaggi, in particolare Tediato ed il necroforo Lorenzo. L'estratto, ad esempio, ci racconta come Tediato, pazzo d'amore per la donna ormai morta, cerchi di esumare la salma per stringerla in un ultimo abbraccio:
tu vuelta de los hombres deseada,
triunfante del invierno triste y frío.
Muerta Filis el orbe nada espera,
sino niebla espantosa, noche helada (...)
De negros lutos me vestí llorando,
y de cipreses coroné mi frente;
eco doliente me llevó con quejas
hasta su tumba.»
Di Cadalso ci sono rimaste anche poesie, raccolte nel volume "Ocios de mi juventud", ed alcune tragedie, "Don Sancho García, Conde de Castilla" e "Solaya".